# Home video

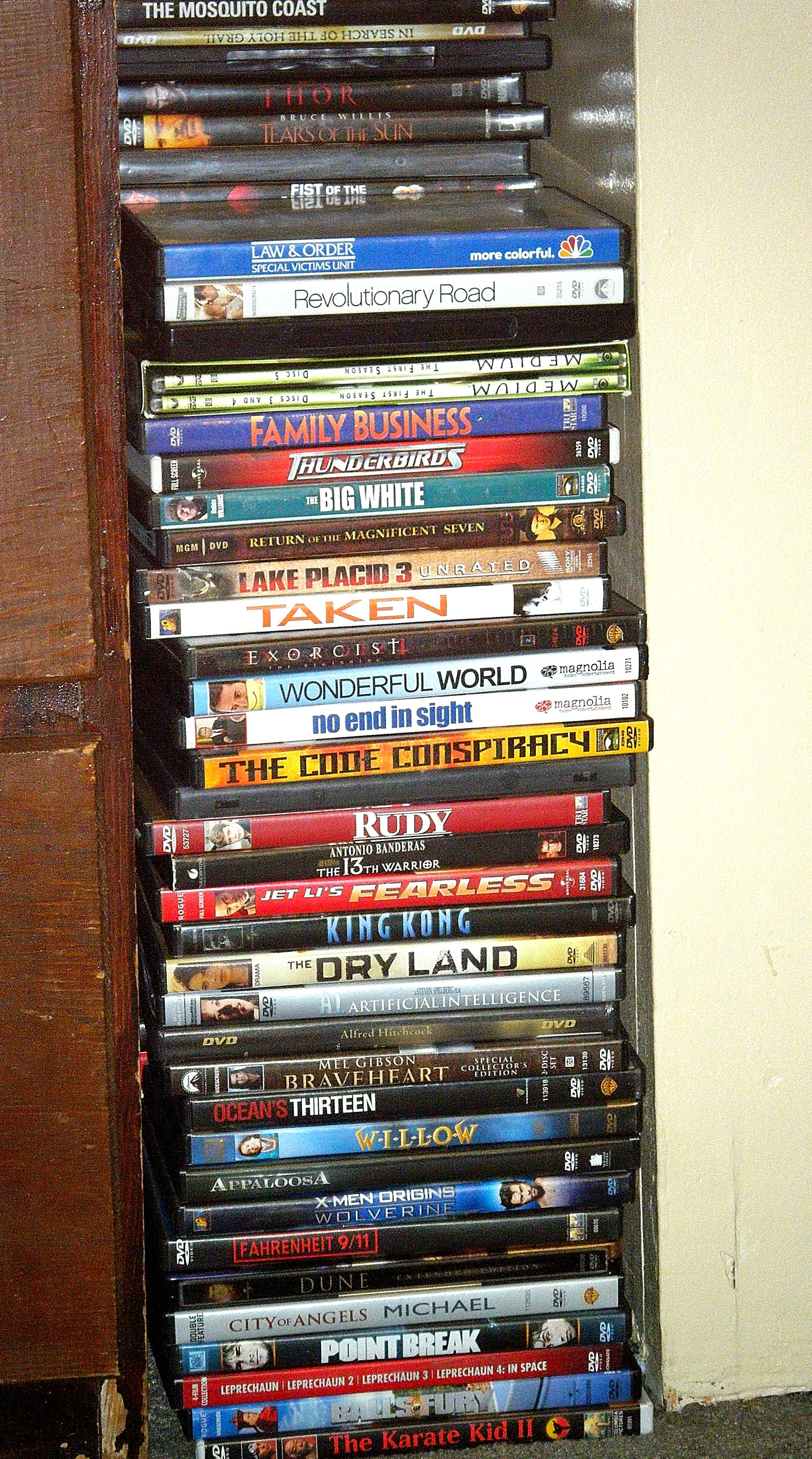
Alguns usuários de home video possuem uma coleção de mídia física pré-gravada, como filmes, em DVDs. Os DVDs são apenas uma das várias formas de home video existentes.

Home video é um termo genérico em inglês utilizado para se referir a mídias pré-gravadas que são ou vendidas, ou alugadas para entretenimento caseiro. O termo surgiu na era do VHS e Betamax, e continuou sendo utilizado após o surgimento de formatos digitais como o DVD e Blu-Ray. A primeira empresa a duplicar e distribuir home videos foi a Magnetic Video, fundada em 1968.
O negócio de home video distribui filmes, séries de televisão, telefilmes e outras mídias audiovisuais na forma de vídeos em vários formatos para o público. Estes são comprados ou alugados e, em seguida, assistidos em particular nas casas dos compradores. A maioria dos filmes lançados nos cinemas agora são lançados em mídia digital, tanto ótica quanto baseada em download, substituindo o obsoleto meio de fita de vídeo. A partir de 2006, o formato de CD de vídeo permaneceu popular na Ásia. Os DVDs estão gradualmente perdendo popularidade desde o final dos anos 2010 e início dos anos 2020, quando o streaming de mídia se tornou popular entre seu público, já que a maioria deles tem acesso à Internet.

## História
Antes da chegada do home vídeo doméstico, a maioria dos filmes era essencialmente inacessível ao público após suas exibições nos cinemas. Alguns filmes muito populares eram relançados no cinema, alguns podiam ser vistos em exibições cinematográficas que exibiam filmes antigos e as salas de exibição de um de arquivos e/ou museus e a partir da década de 1950, esperar que fossem exibidos na televisão, mesmo que houvesse interrupções por anúncios publicitários e, muito provavelmente um momento difícil ou impossível de ouvir.
Aqueles que poderiam se dar a esses luxos poderiam comprar um projetor de filme 16 mm ou 8 mm e alugar ou comprar cópias de uso doméstico de alguns desenhos animados, curta-metragens de comédias e trechos editados de longas-metragens. No caso do formato de 16 mm, a maioria deles estava disponível com uma trilha sonora óptica, e até mesmo alguns filmes inteiros em 16 mm poderiam ser alugados ou comprados, por um preço exorbitante. Películas de 8 mm quase não tinham mais de dez minutos, e apenas alguns estavam disponíveis e tiveram uma trilha sonora magnética, a principal distribuidora era a Castle Films. O formato de filme Super 8, lançado em 1965, foi comercializado para fazer filmes caseiros, mas também impulsionou a popularidade de exibições particulares de filmes. Eventualmente, versões mais longas foram lançadas, cada vez mais com uma trilha sonora magnética e em cores, mas eles eram muito caros e servia apenas um pequeno nicho de mercado de cinéfilos muito dedicados.
Os formatos de videocassete Betamax e VHS não foram introduzidas até 1975 e 1976, respectivamente, e que levou vários anos, e queda de preços substanciais, antes de começarem a tornar-se popular. Os estúdios de cinema e distribuidores de vídeo achavam que os consumidores não iriam querer comprar fitas de vídeo pré-gravadas, apenas alugá-las, e que praticamente todas as vendas seriam para locadoras de vídeo. Os preços foram, portanto, muito elevados. Eventualmente, percebeu-se que muitas pessoas queriam criar suas próprias videotecas, logo, os preços começaram a diminuir.
A primeira empresa a copiar e distribuir home vídeo foi a Video Magnetic, estabelecido como um serviço de cópias de áudio e vídeo para empresas profissionais de áudio e televisão em Farmington Hills, Michigan, EUA, em 1968, apesar de que em 1972, sistema Cartrivision de Avco tenha precedido a Video Magnetic em alguns anos.
No fim dos anos 90, um novo formato surgiu para suplantar as fitas magnéticas do VHS, o disco óptico DVD. Em 2006, o VHS parava de receber novos lançamentos. No mesmo ano, surgiram dois formatos de disco que buscava ser o DVD da alta definição, com alta capacidade de armazenamento e qualidade de imagem, HD DVD e Blu-ray. Assim como Betamax e DVD nas décadas de 70 e 80, os dois formatos coexistiram até 2008, quando a Toshiba anunciou que não fabricaria mais o HD DVD.
Atualmente, o mercado de vídeo divide as mídias físicas com arquivos digitais, tanto cópias dos filmes para aluguel (acesso por tempo limitado) e venda (acesso permanente), como sites de fluxo de mídia — streaming como Netflix e Looke.